# 阿爾赫

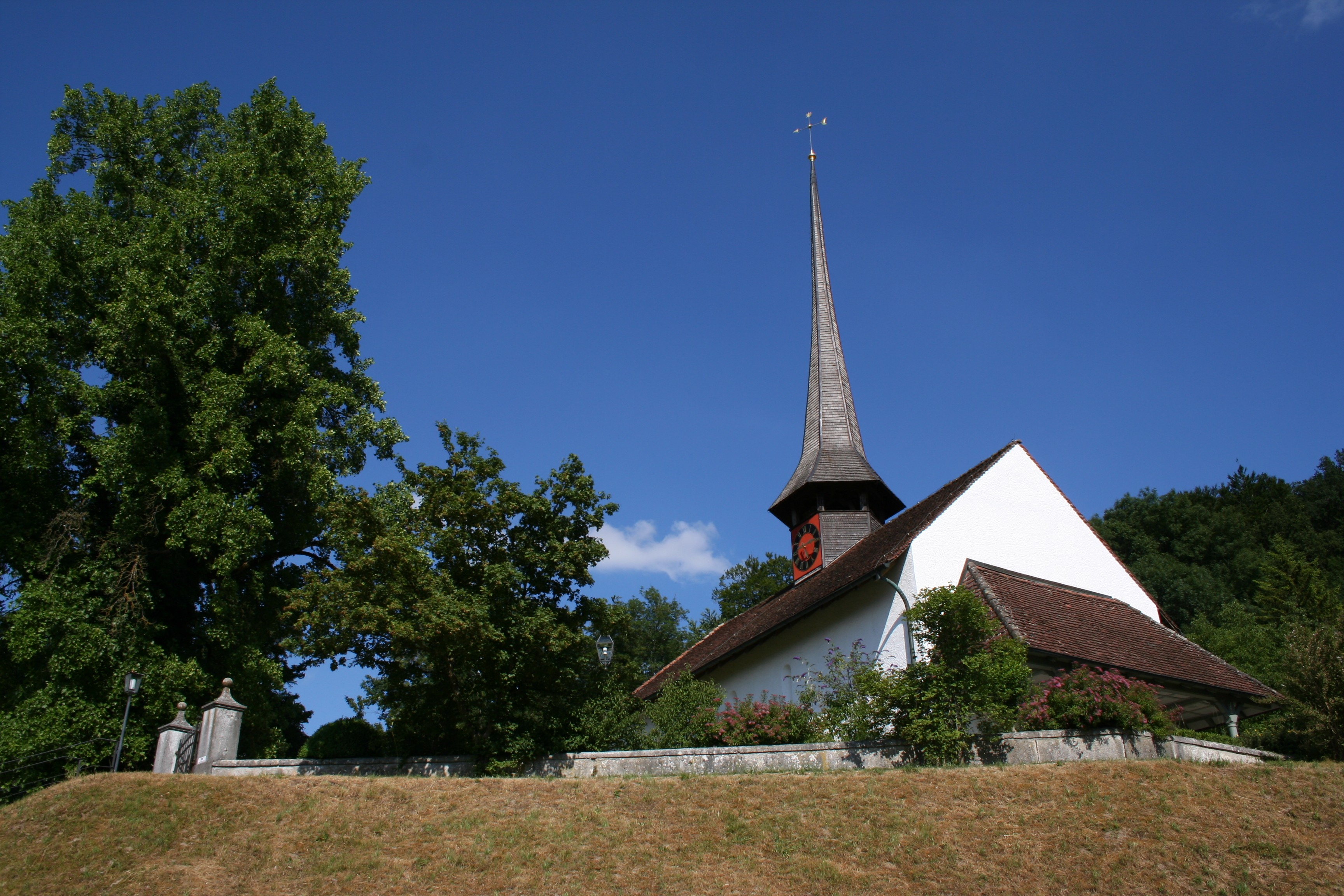

阿爾赫（德語：Arch）是瑞士的城鎮，位於該國中部，由伯恩州負責管轄，面積6.37平方公里，海拔高度450米，2011年人口1,530，七成人口信奉基督教，人口密度每平方公里240人。

## 外部連結
- Vereinigung für Heimatpflege Büren （页面存档备份，存于） Distributor of numerous publications about Arch and the Büren district （德文）